# Кліщовий висипний тиф Північної Азії
Кліщовий висипний тиф Північної Азії (англ. North Asian tick typhus, син. — кліщовий рикетсіоз Сибіру, приморський кліщовий рикетсіоз, сибірський кліщовий висипний тиф, далекосхідна висипна кліщова гарячка, східний висипний тиф; англ. sibirian tick typhus, tick-borne rickettsiosis of North Asia) — гострий рикетсіоз, що передається кліщами і характеризується доброякісним перебігом, наявністю первинного афекту, регіонарного лімфаденіту і поліморфного висипу.

## Історичні факти
Рикетсійну етіологію і епідеміологію кліщового висипного тифу Північної Азії вперше вивчила докладно експедиція під керівництвом М. К. Кронтовскої в Красноярському краї в 1938 році, хоча хворобу спостерігали раніше місцеві лікарі. Кронтовська запропонувала сучасну назву захворювання у 1940 році. Збудника хвороби вивчили П. Ф. Здродовський і К. М. Голіневич у 1956 році.

## Етіологія
Збудник захворювання — Rickettsia sibirica (раніше мав назву Dermacentroxenus sibiricus). Як й інші збудники рикетсіозної групи плямистих гарячок, паразитує як у цитоплазмі, так і в ядрі уражених клітин. Внутрішньоядерно рикетсії утворюють щільні колонії, в цитоплазмі розташовуються поодинці або невеликими групами. В антигенному відношенні відрізняється від інших рикетсій цієї групи. На сьогодні виділяють підвиди цієї рикетсії — Rickettsia sibirica subsp. mongolitimonae і Rickettsia sibirica subsp. sibirica. Містить у своєму складі токсичну субстанцію, яка невідривно пов'язана з мікробною клітиною. Характеризується властивостями, загальними для всіх рикетсій. Вірулентність окремих штамів істотно різниться.
Rickettsia sibirica відрізняється плеоморфізмом: у мазках з органів заражених тварин або курячих ембріонів спостерігають різні морфологічні типи рикетсій — паличкоподібні, рідше коко- і ниткоподібні. Короткі паличкоподібні форми Rickettsia sibirica завдовжки 0,7-2,5 мкм і близько 0,3 мкм завширшки. При спостереженні збудника в електронному мікроскопі встановлено, що він має добре виражену оболонку. Фарбується в рубіновий відтінок фуксином за методом П. Ф. Здродовського і пурпуровий за методом Романовського — Гимза. Rickettsia sibirica не росте на поживних середовищах. Здатна тривалий час зберігатися після вакуумного висушування при температурі -30 °C до 3 років. У лабораторних умовах збудника культивують у жовткових мішках курячих ембріонів, у тканинних культурах, при пасажах на експериментальних тваринах, головним чином морських свинках.

## Епідеміологічні особливості
Захворювання відноситься до зоонозів з природною осередковістю. Природні осередки виявлені у деяких регіонах європейської частини Росії, на Далекому Сході та Сибіру, Казахстані, Туркменії, Вірменії, Монголії, Словаччини, Франції, Португалії, Єгипті. Природні осередки розташовані головним чином у степовій, лісостеповій зонах, пустельних степах.
Резервуаром рикетсій у природі є близько 30 видів різних гризунів (миші, хом'яки, бурундуки, ховрахи тощо). Передача інфекції від гризуна до гризуна здійснюється через іксодових кліщів (Dermacentor nuttalli, D. silvarum тощо). Зараженість кліщів в осередках досягає 20 % і більше. Захворюваність у зоні перебування кліщів коливається від 71,3 до 317 на 100000 населення в рік. Імунний прошарок населення в природних осередках коливається від 30 до 70 %. Рикетсії зберігаються в кліщах тривалий час (до 5 років), здійснюється трансоваріальна передача рикетсій. Передача рикетсій від кліщів гризунам відбувається трансмісивно при кровосмоктанні.
У передачі інфекції людині беруть участь не тільки дорослі кліщі, а й німфи. Людина інфікується під час перебування в місцевостях природного проживання кліщів (чагарники, луки тощо), при нападі на нього інфікованих кліщів. Найбільша активність кліщів відзначається у весняно-літній період (травень-червень), чим і обумовлена сезонність захворюваності. Захворюваність має спорадичний характер і зустрічається переважно серед дорослих. Хворіють не тільки сільські жителі, але й ті, що виїжджають за місто (садові ділянки, відпочинок, рибалка тощо). Перенесене захворювання залишає стійкий імунітет, повторних захворювань не спостерігається.

## Патогенез
Воротами інфекції є шкіра в місці укусу кліща (рідко зараження відбувається при втиранні рикетсій у шкіру або кон'юнктиву). На місці проникнення утворюється первинний афект, Він являє собою щільний інфільтрат, покритий коричневою скоринкою з ділянкою некрозу в центрі. Гістологічні дослідження показали, що в місці присмоктування кліща розвивається проліферативний дерматит. Надалі рикетсії мігрують по лімфатичних шляхах, спричинюючи розвиток лімфангоїту і регіонарного лімфаденіту. У лімфатичних судинах наступають зміни деструктивно-проліферативного характеру. У лімфатичних вузлах спостерігають гостре запалення і періаденіт. Лімфогенно рикетсії проникають у кров і потім в ендотелій кровоносних судин, спричинюючи зміни такого ж характеру, як при епідемічному висипному тифі, хоча вони значно менш виражені. Зокрема, відсутній некроз судинної стінки, рідко виникають тромбози і тромбогеморагічний синдром. Ендоперіваскуліт і специфічні гранульоми найбільш виражені в шкірі й меншою мірою в головному мозку. Алергічна перебудова більш виражена, ніж при епідемічному висипному тифі, що виражається в гранульоматозних ураженнях судин. Висип з'являється внаслідок деструктивного тромбоартеріоза. Порушується нейро-гуморальна регуляція судинного тонусу, що призводить до дистонії і гіпотонії. Велике значення в патогенезі мають судинні зміни головного мозку, які виражаються в ендоваскуліті, деструктивному тромбоваскуліті у найдрібніших артеріолах і капілярах. Вони призводять до значних порушень з боку нервової системи. Крім цього, спостерігаються токсичні зміни з боку печінки, серцевого м'яза, нирок та інших внутрішніх органів. У наступній фазі наростання специфічного імунітету відбувається звільнення організму від рикетсій і настає одужання.

## Клінічні ознаки
Згідно з МКХ-10 класифікується до класу «Деякі інфекційні і паразитарні хвороби», підкласу «Рикетсіози» як «Плямиста гарячка, яку спричинює Rickettsia sibirica» (А77.2).
Інкубаційний період коливається в межах від 3 до 10 днів.
Продромальний явища відсутні (за винятком первинного афекту, який розвивається незабаром після укусу кліща). Як правило, захворювання починається гостро, з ознобом підвищується температура тіла, з'являється загальна слабкість, сильний головний біль, міалгії і артралгії, порушується сон і апетит. Температура тіла в перші 2 дні хвороби досягає максимуму (39-40°С) і надалі перебігає як гарячка постійного типу (рідко послаблювального). Тривалість її (без лікування антибіотиками) частіше від 7 до 12 днів, хоча у окремих пацієнтів вона затягується до 2-3 тижнів.
При огляді хворого виявляють виражену гіперемію і одутлість обличчя. У частини хворих є гіперемія слизової оболонки м'якого піднебіння, язичка, мигдаликів. Найбільш типовими проявами є первинний афект і висип. При укусі незаражених кліщів первинний афект ніколи не розвивається, наявність його вказує на початок інфекційного процесу. Первинний афект являє собою ділянку інфільтрованої помірно ущільненої шкіри, в центрі якого видно некроз або невелика ранка, вкрита темно-коричневою скоринкою. Первинний афект підноситься над рівнем шкіри, зона гіперемії навколо некротизованої ділянки або виразки досягає до 2 -3 см у діаметрі, але бувають ураження всього 2-3 мм у діаметрі і виявити їх досить важко. Далеко не всі хворі відзначають сам факт укусу кліща. Загоєння первинного афекту відбувається через 10-20 днів. На місці його може бути пігментація або лущення шкіри.
З боку серцево-судинної системи відзначається брадикардія, зниження артеріального тиску. Зміни центральної нервової системи відзначаються у багатьох хворих, але не досягають такої міри, як це буває при епідемічному висипному тифі, навіть на висоті хвороби. Хворих турбує сильний головний біль, безсоння, вони загальмовані, збудження відзначається рідко. Дуже рідко виявляються нерізко виражені менінгеальні симптоми. Збільшення печінки спостерігається у половини хворих, селезінка збільшується рідше (у 25 % хворих), збільшення виражено помірно.
Перебіг хвороби доброякісний, навіть до застосування антибіотиків летальність не перевищувала 0,5 %. Після зниження температури до норми стан пацієнтів швидко поліпшується, одужання настає швидко. Ускладнень, як правило, не відбувається.

## Діагностика
Велике значення має клініко-епідеміологічна критеризація. Епідеміологічні передумови (перебування в ендемічних осередках, сезонність, факт укусу кліщів тощо) та характерна клінічна симптоматика в більшості випадків дозволяють з різною долею ймовірності запідозрити і клінічно діагностувати хворобу. Найбільше діагностичне значення має наявність первинного афекту, помірно вираженої гарячки, регіонарного лімфаденіту, рясного поліморфного висипу і, зрештою, доброякісний перебіг.
Одним з найбільш точних методів діагностики є біологічна проба. Найбільш сприйнятливими та чутливими є морські свинки — самці вагою 350—450 г, яким вводять в очеревину 3-5 мл крові хворого під час гарячки. Після інкубаційного періоду в 6-10 днів у свинок спостерігається гарячкова реакція з орхітом. У мазках з оболонок яєчок регулярно виявляються збудники. У сироватці крові свинок, що перехворіли, визначаються комплементзв'язувальні антитіла до збудників хвороби. Крім свинок, як модель можуть бути використані хом'ячки, бавовняні чи білі пацюки. Однак для повсякденної клінічної практики біологічна проба непридатна.
Для підтвердження діагнозу використовують специфічні серологічні реакції: реакцію зв'язування комплементу (РЗК) і непрямої гемаглютинації (РНГА) з діагностикумами з Rickettsia sibirica. Комплементзв'язуючі антитіла з'являються з 5 -10-го дня хвороби, зазвичай у титрах 1:40-1:80 і надалі наростають. Після перенесеного захворювання вони зберігаються до 1-3 років (в титрах 1:10-1:20). В останні роки найбільш інформативною вважається реакція непрямої імунофлюоресценції (РНІФ).

## Лікування
Як й при інших рикетсіозах, найбільш ефективними препаратами етіотропного лікування є антибіотики тетрациклінової групи. Це можна використовувати навіть для діагностики (терапія ex): якщо при призначенні тетрациклінів через 24-48 годин не наступає покращення і нормалізації температури тіла, то можна виключити діагноз кліщового висипного тифу Північної Азії. Для лікування призначають доксициклін 0,1-0,2 г на добу, тетрациклін в дозі 0,3-0,4 г 4 рази на добу протягом 4-5 днів. При непереносимості антибіотиків тетрациклінової групи можна використовувати левоміцетин, який призначають внутрішньо по 0,5-0,75 г 4 рази на день протягом 4-5 днів.

## Профілактика
Профілактика та заходи боротьби спрямовані на запобігання нападу кліщів, на знищення їх і за можливості джерел інфекції. Особиста профілактика полягає в носінні захисного одягу, застосуванні репелентів, проведення оглядів з метою видалення кліщів, які присмокталися, тощо. З метою масової профілактики проводять винищення кліщів у природі, обробку території та сільськогосподарських тварин акарицидами, застосовуються агротехнічні та дератизаційні заходи, спрямовані на знищення теплокровних прокормителів. Якщо встановлений факт укусу кліщем людини у високоендемічному по хворобі регіоні доцільно призначити превентивний курс доксицикліну для запобігання розвитку захворювання. Специфічна вакцинопрофілактика не розроблена.